# ميني رينولدز سكالابرينو
ميني رينولدز سكالابرينو (1865 - 1936) صحفية أمريكية، وناشطة في مجال حقوق المرأة، ومنظِمة، أسست نادي الصحافة النسائية في دنفر ونادي المرأة في دنفر. لقد دافعت عن الحقوق المتساوية، وحق المرأة في التصويت، والاعتدال، وهو الأمر الذي كرست من أجله أكثر من 30 عامًا. لها دور فعال في إقرار القوانين التي منحت المرأة حق التصويت على مستوى الولاية، ثم في عام 1920 للنساء في جميع أنحاء الولايات المتحدة.
نظمت مكتبات دنفر، ومكتبات الولاية لنادي النساء في دنفر، واتحاد الولاية للنادي النسائي. كتبت لصحيفة روكي ماونتن نيوز عن قضايا المرأة وأخبار المجتمع والسياسة وأنشطة النوادي النسائية. ألفت عدة كتب، أفضلها رواية الإرهاب، وهي رواية عن الثورة الفرنسية.
تزوجت عام 1905، لكنها استمرت في استخدام اسمها قبل الزواج ميني جاي. رينولدز فهو الاسم الذي عُرفت به منذ سنوات.

## سيرتها المهنية
جاءت سكالابرينو إلى كولورادو وعملت مدرسة في بيتكين، كولورادو. أثناء وجودها هناك، قدمت مقالات وقصائد إلى صحيفة بيتكين ماينر. ساهمت في إحدى الصحف في أسبن، كولورادو. لقد كتبت عددًا من المقالات تحت اسم إم. جاي. رينولدز. وظفتها صحيفة روكي ماونتن نيوز لاعتقادهم أنها رجل. بناءً على ذلك، انتقلت إلى دنفر عام 1890 للعمل في الصحيفة. وعندما رأوا أنها امرأة، عينوها محررة مجتمعية. التقت بأشخاص في الشارع أثناء ركوب الدراجة في المدينة لجمع قصص إخبارية مثيرة للاهتمام. في 17 مايو 1891، نشرت صحيفة روكي ماونتن نيوز قصتها عن «الأيام الأولى لكولورادو» وفي 26 يونيو 1892، نشرت مقالًا بعنوان «الفرس ستيلا». في عام 1894، كتبت «أغنية من مدينة الصين»، و«واشنطن»، و«أغنية العصر الحديث»، و«رجال المصلحة العامة». بعد أن أصبحت رئيسة تحرير صفحة المرأة كتبت مقالات سياسية.
في عام 1893، ضغطت على السياسيين والصحفيين لتعزيز حق المرأة في التصويت. عرِض مشروع قانون المساواة في الاقتراع على المجلس التشريعي في ذلك العام. أقنعت 75% من صحف كولورادو بتضمين مقالات افتتاحية وأعمدة مؤيدة للاقتراع. كتبت هي وإليس ميريديث وبيشنس ستابلتون مقالات صحفية وافتتاحيات. نُشرت مقالات سكالابرينو في روكي ماونتن نيوز. انتقلت شقيقتها هيلين إلى كولورادو، حيث أصبحت سكرتيرة الحملة والرئيسة الصحفية لجمعية كولورادو لحق المساواة في الاقتراع. زارت كاري تشابمان كات كولورادو للمساعدة في حملة حق المرأة في التصويت. طرِح مشروع القانون على ورقة الاقتراع لانتخابات نوفمبر 1893، ومُنحت المرأة حق التصويت في الولاية. كانت ولاية وايومنغ، وهي مقاطعة في ذلك الوقت، قد منحت النساء بالفعل حق التصويت. كانت كولورادو أول ولاية تفعل ذلك. أصبحت سكالابرينو معروفة لخبرتها في تقنيات حملة حق المرأة في التصويت. من بين الناشطين المهمين الآخرين في مجال حق الاقتراع إليزابيث بايبر إنسلي، وهي ناشطة أمريكية من أصل أفريقي من دنفر، والدكتور إثيل ستراسر من غراند جانكشن، كارولين نيكولز تشيرشل، وآنا تشامبرلين من كولورادو سبرينغز.
ترشحت سكالابرينو للهيئة التشريعية للولاية في عام 1894. هي عضو في الحزب الشعبوي، وقد حققت نتائج جيدة في استطلاعات الرأي، لكنها لم تفز في الانتخابات. لقد دعمت الحقوق المدنية للأميركيين الأفارقة والنقابات العمالية. على الرغم من حصول المرأة على حق التصويت واعتبارها متحدثة جيدة، عارض الرأي العام منح المرأة الحق في أن تكون مشرعة في ذلك الوقت.
في عام 1894، أسست نادي دنفر النسائي. بعد أربع سنوات، أسست نادي دنفر للصحافة النسائية، الداعم للصحفيين والدعاية والكتاب، وكانت أول رئيسة له. كان هدف نادي الصحافة هو «تعزيز وتشجيع المرأة في العمل الأدبي، وتنمية التعارف والصداقة بين النساء ذوات الأذواق الأدبية، وتأمين الفوائد الناشئة عن الجهد المنظم، وإبعاد الاهتمام الرتيب». قادت الجهود لإنشاء مكتبات ونشر المكتبات تحت رعاية نادي دنفر النسائي. تبع ذلك لاحقًا مكتبة متنقلة لاتحاد الولاية لنادي النساء، وكانت كولورادو الولاية الوحيدة التي فازت بجائزة وطنية عن مكتبتها. بدأت الكتابة عن أنشطة النادي النسائي للصحيفة.